# Raffles Square
Raffles Square, ook bekend als Raffles City, is een wolkenkrabber in Shanghai, China. Het maakt deel uit van Raffles City Shanghai, dat bestaat uit een podium met detailhandel en een kantoortoren. De bouw begon in 1999 en werd in 2003 voltooid. De opening was op 1 november 2003.

## Ontwerp
Raffles Square is 222 meter hoog en telt 49 verdiepingen. Het staat op een gebied van 15.186 vierkante meter. De totale oppervlakte van het project bedraagt 165.261 vierkante meter, hiervan is 110.237 verhuurbaar. Het gebouw bevat 516 parkeerplaatsen en won in 2004 de "Bai Yu Lan Excellent Building Award".